# Жили три холостяка
«Жили три холостяка» — советская двухсерийная телевизионная музыкальная кинокомедия режиссёра Михаила Григорьева. Экранизация водевиля Владимира Дыховичного «Свадебное путешествие». Премьера состоялась 30 декабря 1973 года по Первой программе ЦТ.

## Сюжет
Три молодых аспиранта — Марк (Михаил Поляк), Андрей (Всеволод Абдулов) и Константин (Владимир Носик) — собираются в экспедицию и во имя науки клянутся оставаться холостяками на ближайшие полгода. Они и не подозревают, что очень скоро им придётся расстаться со своей холостой жизнью.
Но на следующий день к ним в общежитие вселяется новенькая студентка.
Один из друзей дал клятву, будучи уже женатым, неудивительно, что с его помощью и остальные очень быстро находят себе невест.

## В ролях
- Борис Чирков — Александр Александрович Синельников, профессор-океанолог
- Михаил Поляк — Марк Борисович Громов
- Всеволод Абдулов — Андрей Васильевич Птицын
- Владимир Носик — Константин Аркадьевич
- Наталья Беспалова — Настя Ковалёва, студентка
- Татьяна Фёдорова — Зоя Александровна, внучка профессора Синельникова
- Светлана Крючкова — Ольга Атаманенко, штурман дальнего плавания
- Александр Белявский — комментатор событий, происходящих в фильме
- Никита Богословский — камео

## Съёмочная группа
- Автор сценария: П. Силуянов (по водевилю Владимира Дыховичного «Свадебное путешествие»)
- Режиссёр-постановщик: Михаил Григорьев
- Главные операторы:
  - Александр Шеленков
  - Иоланда Чен
- Главный художник: Георгий Турылёв
- Звукооператор: Ю. Рабинович
- Композитор: Никита Богословский
- Текст песен: Михаил Танич
- Государственный симфонический оркестр кинематографии
  - Дирижёр: А. Кремер
- Директор фильма: Наум Поляк
- Зам. директора картины: Сергей Каграманов

## Песни в фильме
Музыка Никиты Богословского, слова Михаила Танича
| Название                         | Первая строчка                                                                        | Исполнитель                    |
| -------------------------------- | ------------------------------------------------------------------------------------- | ------------------------------ |
| Песня о дружбе                   | Мальчишеское братство неразменно на тысячи житейских мелочей!                         | Олег Анофриев                  |
| Песня холостяков                 | Ни к чему в рассветный час соловьи будят нас                                          | Олег Анофриев                  |
| На корабле убрали якоря          | Опять нам на месте друзья не сидится                                                  | Иосиф Кобзон                   |
| Пешеход                          | Из пункта А до пункта Б шёл пешеход                                                   | Олег Анофриев                  |
| Песня друзей                     | Марки и конфеты, песни и секреты, с детства мы делили: ты и он, и я                   | Олег Анофриев и Фёдор Чеханков |
| Зелёный змей                     | Для распития напитков, убивающих талант, двум учёным аспирантам нужен третий аспирант | Олег Анофриев и Фёдор Чеханков |
| Радуга                           | Случается, случается девчонке заскучается                                             | Татьяна Дасковская             |
| Говорит тебе жена                | Говорит тебе жена: я нежна, я больна                                                  | Фёдор Чеханков                 |
| Куплеты Настеньки                | Жил математик молодой, глядел на женщин букой…                                        | Валентина Толкунова            |
| Романс Андрея                    | Я стою на синем берегу. Золотую рыбку стерегу                                         | Олег Анофриев                  |
| Шотландская застольная Бетховена | Постой, выпьем, ей Богу, ещё. Бетси, нам грогу стакан последний в дорогу              | Олег Анофриев                  |
| Мой верный конь                  | Былинный ковыль да степной ветерок                                                    | Валентина Толкунова            |